# Ctenucha venosa
Ctenucha venosa är en fjärilsart som beskrevs av Walker 1854. Ctenucha venosa ingår i släktet Ctenucha och familjen björnspinnare. Inga underarter finns listade i Catalogue of Life.